# Черчилль, Джон, 1-й герцог Мальборо
Джон Че́рчилль, 1-й герцог Ма́льборо, князь Миндельгеймский (англ. John Churchill, 1st Duke of Marlborough, Prince of Mindelheim; 26 мая 1650 — 16 июня 1722) — английский полководец и политический деятель, генерал-капитан (Captain-General).
На протяжении всей своей жизни Черчилль служил пяти монархам.
Успехи в Войне за испанское наследство, в которой он с 1702 года был главнокомандующим английскими войсками на континенте, поставили Джона Черчилля в ряд наиболее выдающихся английских военачальников. В период правления королевы Анны самый могущественный человек в государстве, из-за чего впоследствии его порой называли неофициальным премьер-министром.

## Биография

### Происхождение
Дед будущего герцога Мальборо, Джон Черчилль, был известным юристом. 
Будущий генерал был вторым сыном английского политика, историка и солдата Уинстона Черчилля (1620—1688) и Элизабет Дрейк. Отец будущего военачальника во время так называемого «Великого мятежа» примкнул к армии короля Карла I. По материнской линии Джон Черчилль приходился родственником известной фамилии Дрейков, ярким представителем которой являлся Фрэнсис Дрейк, адмирал и пират времён королевы Елизаветы I. После поражения роялистов Уинстон Черчилль был вынужден платить налог за то, что поддерживал сторонников королевской власти. Так что семья ярого роялиста Черчилля жила достаточно бедно.
Мать Джона Черчилля, Элизабет Дрейк, дочь ярого роялиста сэра Джона Дрейка и его "круглоголовой" жены Элеаноры Ботелер, была довольно умной женщиной, однако острота её ума в значительной степени затушёвывалась буйным нравом и невоздержанностью речи. Сын её, к счастью, не унаследовал дурных сторон характера матери. В будущем дурной характер леди Черчилль приведёт к столкновению с невесткой.
Отец Джона Черчилля был сыном мистера Джона Черчилля, который был конторским работником в канцлерском суде. Мистер Джон Черчилль был женат на дочери сэра Генри Уинстона Саре, через посредство которой имя "Уинстон" стало фамильным в роду Черчиллей. В 1636 году Уинстон Черчилль поступает в Оксфордский университет, проявляет усидчивость, талант и прилежание, однако по неизвестным причинам покидает университет, так и не кончив курса. В это время Англия была уже на пороге гражданской войны. Когда разразилась гражданская война, Уинстон, как и отец, остался верен королю. В качестве капитана кавалерии участвовал в защите Бристоля, осаде Тонтона, в битвах при Лэнсдаун-Хилл и Раундвэй-Даун. По окончании войны отец и сын были принуждены выплачивать огромные штрафы за поддержку короля. На Уинстона Черчилля был наложен штраф такой величины, что тот не был в состоянии его выплатить, поэтому республика конфисковала его имущество.

### Ранние годы

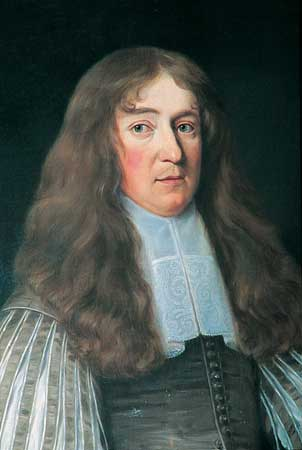
Уинстон Черчилль, отец военачальника

Джон Черчилль родился 26 мая 1650 года в Эш-хаусе в час ночи. Некоторые исследователи полагают, что он не мог там родиться, поскольку сам Эш-хаус был разрушен в годы гражданской войны.  Обстановка в семье Черчилля была нестабильной: тёща Уинстона Черчилля, леди Элеонора Дрейк, в отличие от зятя поддерживала парламент. И это часто провоцировало конфликт.
Очень немного известно о детстве Джона Черчилля. Первым его учителем был отец, затем его сменил преподобный Фэррент, человек благочестивый и учёный, который был примечателен тем, что отказался от сана епископа. До десяти или двенадцати лет мальчик обучался на дому. Когда в 1662 году Уинстон Черчилль получил место в Ирландии, он взял с собой жену и детей. Семейство Черчиллей с того времени проживало в Дублине, на Бридж-стрит, т. е. в приличном районе. Некоторое время Джон Черчилль посещал местную вольную школу. В 1663 году отца Джона Черчилля перевели в Лондон, поэтому сам будущий военачальник стал учеником школы св. Павла.
После реставрации Стюартов отец будущего герцога стал членом палаты Общин. Неоднократно сэр Уинстон Черчилль переизбирался. Таким образом, семейство Черчиллей было приближено к королю.
В юные годы будущий полководец увлёкся трактатом Вегеция о военном искусстве, который неоднократно перечитывал, поэтому Джон Черчилль, усиленно изучая труд римского военного теоретика, выучил латинский язык, знание которого пригодилось ему в будущем. Будущий генерал также прилежно учился в Оксфорде в 1667—1673 годах; в университете Черчилль изучал математику, философию, историю, античную литературу, древнегреческий, древнееврейский и латинский языки.
Вынужденное прекращение образования в лондонской школе святого Павла способствовало началу придворной жизни будущего герцога. Как только Джон Черчилль завершил своё образование, его отец позаботился об устроении своего сына в качестве пажа при герцоге Йоркском. Говорят. что место пажа изначально было предложено семейству Бофорт, однако у них подходящей кандидатуры не оказалось. Осенью 1667 года она был произведён в энсины королевской гвардии.
Чтобы подняться по карьерной лестнице, Джон Черчилль попросился на службу в Танжер. Дата его прибытия в Танжер остаётся до сих пор неопределённой: речь идёт о конце 1668 и начале 1669 года. Мало известно о деятельности Черчилля в Танжере. Известно лишь, что он храбро сражался с маврами. Сам он вернулся зимой 1670—1671 ко двору герцога Йоркского.
В 1669 году у королевы Екатерины случился очередной выкидыш. Общественности стало понятно, что королева не может обеспечить протестантское престолонаследие. Парламент, опасаясь обострения реакции (в случае смерти Карла престол наследовал непопулярный в народе герцог Йоркский), стал рассматривать ряд законопроектов, ограничивающих права католиков. Эшли и Бекингем, королевские министры, поговаривали уже о внесении законопроекта, который бы узаконил герцога Монмутского, королевского бастарда, сделав его наследником английского трона. Несмотря на утопичность данного проекта, каждый протестант Английского королевства считал совершенно необходимым устранение возможности узурпации английского трона королем-католиком. В этот период английский парламент принимает ряд законопроектов, запрещающих католикам занимать государственные должности. В 1673 году парламент требует от короля подписания Тест-акта, согласно которому герцог Йоркский отстранялся от занимаемых им военных магистратур. Карл ΙΙ  очень нуждался в деньгах, поэтому ему пришлось утвердить закон.
Джон Черчилль в 1667 году стал пажом Якова Стюарта, герцога Йоркского (позже короля Якова II), служил во Фландрии, потом пять лет состоял на французской службе и по возвращении в 1678 году женился на фрейлине принцессы (впоследствии, с 1702 года, королевы) Анны, Саре Дженнигс. Против заключения брака выступали родители придворного щёголя, подыскавшие для него более богатую девушку. Мнение родителей Черчилля чрезвычайно не нравилось молодой фрейлине. В итоге они поженились тайно в присутствии герцогини Йоркской. Этот брак, а ещё больше — связь сестры Черчилля, Арабеллы, с герцогом Йоркским, от которого у неё родился сын герцог Бервик — много способствовали его успеху. Так, уже имея некоторое влияние, предприимчивый придворный был направлен в 1678 к принцу Оранскому, чтобы заключить союз. Когда союз был заключён, король поручил Черчиллю командовать английских бригадой в ходе Голландской войны, но та вскоре окончилась.
Джон Черчилль, господин которого, герцог Йоркский, был известным флотоводцем, участвовал в битве при Солебее в 1672 году.
Некоторое время молодой Черчилль имел связь с Барбарой Вильерс, герцогиней Кливлендской, которая являлась самой могущественной фавориткой короля Карла Стюарта. По некоторым данным герцогиня дарила Черчиллю огромные суммы денег.

### Возвышение. Славная революция
Уинстон Черчилль в своём труде, посвящённом знаменитому пращуру, упоминает следующий факт:

Обыкновенно говорят, что он выучился военному делу у Тюренна; некоторые тщатся сравнивать атаку под Анцхеймом через реку Брюш с наступлением при Бленхейме через Небель.
Потомок Мальборо упоминает некое «Анцхеймское письмо», в котором Джон Черчилль раскритиковал некоторые действия Тюренна в битве Анцхейме. По мнению известного британского политика, военное искусство — не набор каких-либо шаблонов, а умение мыслить особым образом, анализируя конкретную ситуацию. Знаменитый британский политический деятель, не отрицая того факта, что офицер Джон Черчилль многому научился у маршала Тюренна, всё же утверждает, что будущий генерал-капитан обладал независимым умом.

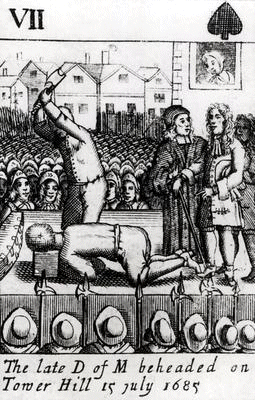
Казнь Монмута на Тауэр-хилл

В 1679 году Черчилль избран членом парламента Англии; в 1680 году  сопровождал герцога Йоркского, будущего короля, в изгнании. За ним вскоре отправилась и миссис Черчилль, сопровождая герцогиню Йоркскую. В 1682 году Джон Черчилль вернулся в Лондон вместе с герцогом Йоркским и получил титул лорд Черчиль из Аймута (пэрство Шотландии).
В 1685 году после вступления Якова II на престол он стал генерал-майором и бароном Черчиллем из Сэндриджа в пэрстве Англии, что дало ему право заседать в палате лордов. Некоторое время лорд Черчилль был управляющим компании Гудзонова залива. Поскольку новый король был фанатичным католиком, при дворе ренегатство стало модой. Карьеристы и прощелыги пользовались этим социальным лифтом. Однако таким путём не пошёл Джон Черчилль, сообщивший лорду Галвею о своей преданности к протестантизму. Летом 1685 года вспыхнуло восстание под предводительством Джеймса Скотта, герцога Монмута, претендента на английский трон. По утверждению Ивониной, Уинстон Черчилль и его сын были одними из первых, кто узнал о восстании герцога Монмаутского. Лорд Черчилль, ранее знакомый с Джеймсом Скоттом, всё же остался верен своему государю. После разгрома королевского ополчения при Бидефорде король Яков был вынужден применить военную силу: на запад Англии были направлены регулярные войска под командованием графа Февершема. Фактически войсками руководство осуществлял лорд Черчилль. В ночь на 5 и 6 июля 1685 года обе армии вступили в бой: силы были не равны, так как у повстанцев не было боевого опыта. В основном это были простые фермеры. После разгрома мятежников более 300 участников восстания были казнены, огромное количество повстанцев было продано в рабство. Сам же Монмут был казнён на Тауэр-хилл. Жёсткость судьи Джеффриса не прибавляла популярности существующему режиму, поэтому среди правящих кругов Англии зрело недовольство. Король Яков пытался поправить положение, но было уже поздно.
В 1687 году король совершил поездку по стране. Он посетил Портсмунт, Бат, Глостер, Вустер, Честер, Личфилд, Винчестер и Оксфорд. Известно, что его сопровождал барон Черчилль. Ранее, в период правления своего брата, он был непопулярен в народе.
Однако Черчилль, которого король-католик считал своим верным соратником, зимой 1687 года начал переписываться с голландским штатгальтером Вильгельмом, злейшим врагом короля Якова.
Голландец Вильгельм Оранский высадился в Англии 15 ноября 1688 года, и генерал Черчилль уже 24 ноября перешёл на сторону претендента. Принцесса Анна, находящаяся под влиянием Сары, своей лучшей подруги, поступила таким же образом. Именно это парализовало волю короля Якова, отказавшегося от дальнейшей борьбы. Пришедший к власти Виллем Оранский, ставший королём Англии Вильгельмом III, в 1689 году щедро вознаградил Черчилля. 9 апреля 1689 года Джон Черчилль стал графом Мальборо. Также новый монарх сделал его членом Тайного совета.

### Кампания 1689 года
В мае 1689 года лучшие английские полки под начальством графа Мальборо были направлены на континент для ведения боевых действий совместно с голландскими вооружёнными силами под командованием принца Вальдекского. Союзные войска не имели во время этой кампании численного преимущества, поэтому были вынуждены обороняться, однако Черчилль и в данной ситуации смог проявить смекалку, что отметил сам Вальдек и король. Он командовал английской бригадой в битве при Валькуре.
После завершения кампании 1689 года Мальборо не был отправлен в Англию немедленно.

### Ирландская кампания 1690 года
5 сентября 1690 года Вильгельм после неудачной попытки взять Лимерик был вынужден отправиться в Англию, поскольку этого требовали государственные обязанности. 17 сентября 1690 года англо-голландские войска, посаженные на корабли, отправились из Портсмунта в Ирландию. Армия Мальборо высадилась около Корка 18 сентября. Самого Корка его войска достигли 21 числа. Мальборо действовал быстро, однако ирландцы сражались отчаянно, и за двое суток город пал. Взяв Корк, Черчилль направил свою кавалерию в Кинсейл, который был взят с ходу. Влажный климат Ирландии, от которого очень страдали войска Мальборо вынудил его закончить кампанию. Через пять недель после высадки Джон Черчилль вернулся в Кенсингтон, где был тепло встречен королём.

### Кампания 1691 года
В 1691 году король решил взять с собой Мальборо во Фландрию, чтобы тот возглавил английский контингент. В сопровождении Мальборо, Сидни, своего фаворила герцога Портлендского, в начале мая Вильгельм Оранский прибыл в Гаагу. С этого времени голландский штатгальтер относился к графу Мальборо с большим почтением, в то же время полностью доверяя ему. Однако Черчилль был принуждён подчиняться голландским генералом, поскольку считалось, что король больше благоволит своим соотечественникам. После прибытия в Гаагу король направил Черчилля во Фландрию, чтобы тот солидаризировал армию. Именно в первое своё пребывание Джон Черчилль впервые осознал, насколько голландские Генеральные Штаты являются помехой для успешного ведения боевых действий.
Армия антифранцузской коалиции была в плачевном состоянии: некоторые полки испанских и валлонских наёмников пришлось распустить из-за нехватки денежных средств. Солдаты были плохо обмундированы и плохо вооружены. Французская же армия под командованием герцога Люксембурга была вооружена блестяще, в общем и целом составляя 142 эскадрона и 58 батальонов вместе с 80 орудиями. Маркиз де Буффлер увеличил численность французских войск до 57 000. Однако в июле союзники уже имели численный перевес, составляющий около 8 000 — 9 000. Мальборо настаивал на том, что нужно усиливать защиту Монса, так как данный укреплённый пункт имеет ключевое значение для союзников. Руководство проигнорировало советы Черчилля, поэтому город был захвачен противниками. В течение 1691 стороны не решались вступать в открытое столкновение, поэтому кампания 1691 года окончилась безрезультатно. Несмотря на то, что Джону Черчиллю не удалось в полной мере проявить свои полководческие способности, он зарекомендовал себя как толковый администратор. Принц Вадемонт, брат Вильгельма Оранского, считал графа Мальборо самым способным из английских генералов. В октябре 1691 Джон Черчилль возвратился в Англию.

### Государственная измена

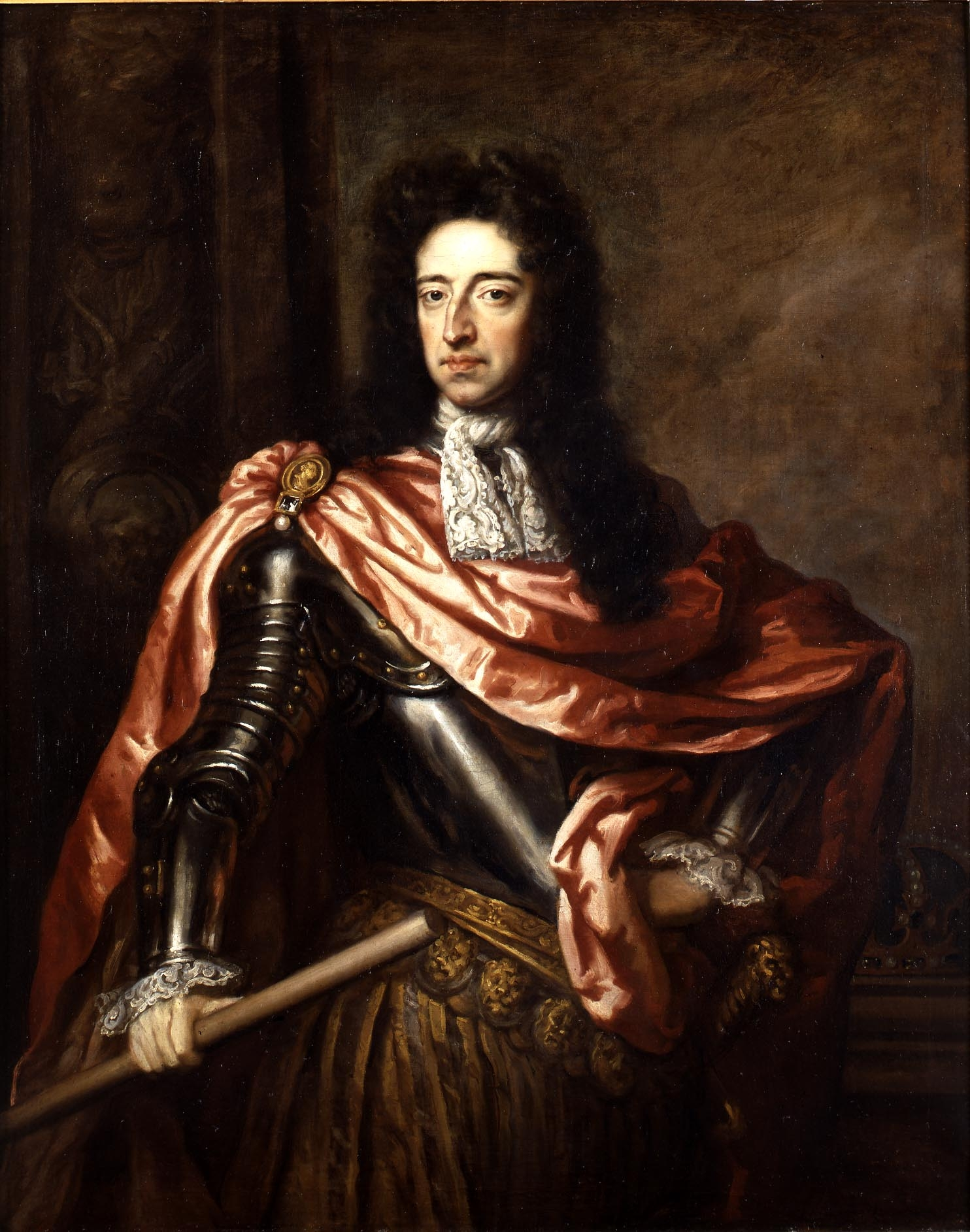
Портрет Вильгельма Оранского

Новый король не любил тех государственных сановников, которые предали Якова II. Джон Черчилль, граф Мальборо, входил в их число.
Некоторые историки считают, что граф Мальборо вместе со своим верным соратником лордом Годольфином заранее предупредил французского короля о том, что Брест будет атакован.
За участие в замыслах якобитов против Вильгельма он был удалён от должностей. 20 января 1692 года граф Ноттингем приказал лорду Мальборо оставить все посты и удалиться от двора.5 мая 1692 года Мальборо был арестован по обвинению в государственной измене. До сих пор ведутся споры о том, был ли он предателем или нет. В то время некоторые считали, что падение Мальборо было вызвано тем, что он критиковал королевскую политику назначения на все ключевые военные должности лиц голландского происхождения; другие же придерживались мнения, что королевскую чету очень раздражало то, что графиня Мальборо постоянно требовала увеличения размера пенсиона принцессы Анны. Сэр Джон Фенвик, признанный виновным по делу о государственной измене, казнённый в 1694 году, утверждал, что граф Мальборо имел сношения со своим бывшим монархом, получил прощение от него. Королева Мария II, посадившая Мальборо в Тауэр, умерла 17 января 1694 года от оспы, поэтому через некоторое время он снова был приближен ко двору. 19 июня 1698 года граф Мальборо был назначен воспитателем Уильяма, герцога Глостерского, сына принцессы Анны. Это назначение укрепило позиции Джона Черчилля при дворе.
Вильгельм Оранский, посвятивший всю свою жизнь войне с французами, перед своей смертью всё же назначил Мальборо английским послом в Голландии.

### От Бленхейма до Мальплаке

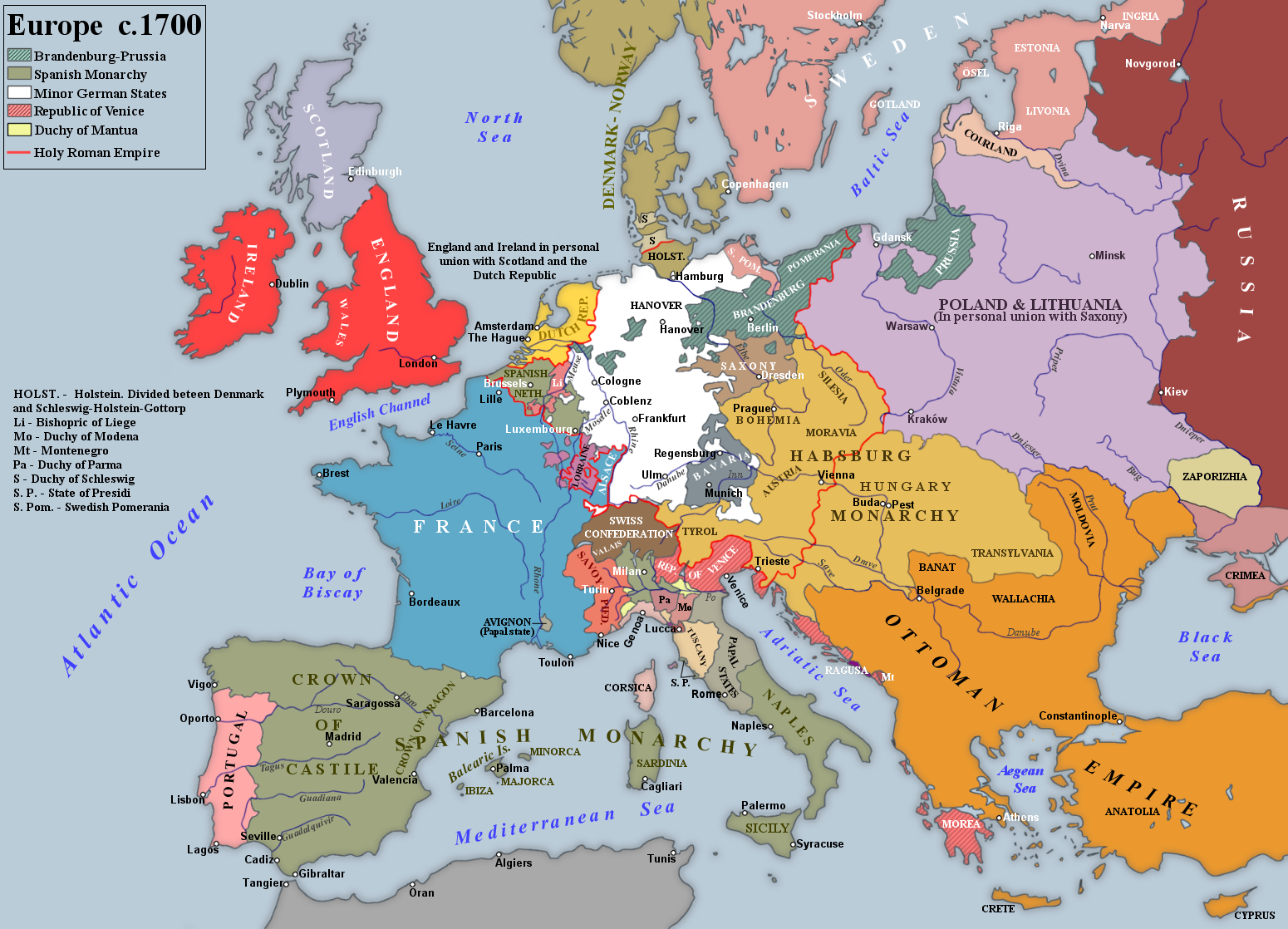
Карта Европы 1700 года

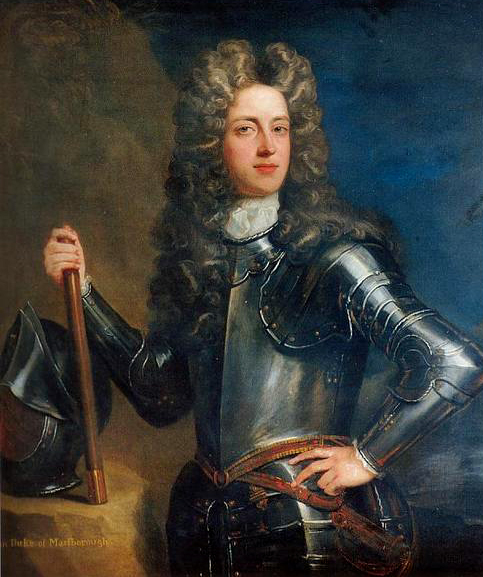
Портрет герцога Мальборо

В ноябре 1700 года умер бездетный Карл II, король Испании. Несмотря на то, что он оставил трон империи Филиппу Анжуйскому, всё же в завещании было сказано, что Филипп Бурбонский, вступив на испанский трон, должен отказаться от притязаний на корону Франции. 16 ноября 1700 года Филипп, герцог Анжуйский, был коронован, при этом не отказавшись от своих прав на французскую корону. В 1701 году Англия, Голландия и Австрия заключили союз, который в историографии обычно именуется Вторым Великим альянсом. Король Вильгельм, тяжело болевший уже много лет, умер 8 марта 1702 года, так и не дождавшись начала войны. Только 4 мая Англия формально объявила войну Франции.
Как только Джон Черчилль прибыл в Гаагу, он был назначен главнокомандующим англо-голландскими силами с жалованием в 10 000 £. К нему были приставлены два генералы из голландской армии - герцог Атлоун, голландец по происхождению, и принц Саарбрюк. Оба генерала ранее метили на место Мальборо, поэтому к нему они относились с завистью, что в свою очередь изначально было проблематично для Черчилля. Конфликтовал граф также и с голландскими депутатами, которые сопровождали голландские войска во время кампании.
В 1702 году французская армия была под номинальным руководством герцога Бургундского, тогда как реальное командование осуществлял маршал Буффлёр. Мальборо намервался в этом году перейти Мёз и начать войну в Брабанте. Имея 60 тыс. человек под своим началом, Черчилль намеревался везти активные боевые действия, однако ему очень мешали голландские депутаты. 26 июня 1702 году Мальборо переправился через Мёз, сумев убедить голландцев. Около Хамонта английский главнокомандующий имел прекрасную возможность атаковать французов, но голландские депутаты ему этого не позволили. В этот момент его целью стало овладение ключевыми крепостями на голландско-испанской границе: за всю кампанию союзники под его начальством заняли Ванлоо, Рурмонд, Льеж. Успехи герцога заметил даже недруг Атлоун, который в одном из своих писем восхищался талантами Черчилля.
Окончив кампанию 1702 года герцог Мальборо направился в Гаагу, чтобы затем отплыть в Англию. Во время путешествия по Мёзу герцог вместе со своей свитой натолкнулся на значительный отряд французских солдат, которые не были осведомлены, с охраной кого они встретились. К счастью для Мальборо, один из его соратников знал французский пароль, сообщённый им когда-то генералу джорджу Черчиллю, брату герцога.
В 1703 году на место Атлоуна и Саарбрюка были назначены Оверкирк, Опдам и Слангеберг. С двумя последними герцог имел постоянные конфликты. План Мальборо состоял в том, чтобы вести войну в Брабанте и Французских Нидерландах, однако голландцы хотели, чтобы союзные войска заняли прирейнскую область, взяв Бонн. Бонн был взят 16 мая, однако Черчилль теперь намеревался захватить Антверпен и Остенде. Этим планам не суждено было осуществиться из-за нерешительности голландских депутатов и генералов. Мальборо захватил только Юи и Лимбург.
Мальборо опасался, что французы дойдут до самой Вены. Свои опасения он сообщил принцу Евгению Савойскому, с котором он договорился об объединении союзных сил в Баварии. Свой план Мальборо долгое время никому не раскрывал. Принц Ойген же по предложению Мальборо написал письмо императору Леопольду, чтобы тот попросил королеву Анну о помощи в войне на территории Германии. Разрешение от кабинета в итоге было им получено.
В распоряжение Мальборо была предоставлена многоязычная армия, в которой было множество голландцев, немцев и датчан, что вызывало трудности.
Блестящая перспектива открылась перед ним со вступлением на престол его покровительницы Анны, назначившей его главнокомандующим всеми английскими войсками в войну за испанское наследство, между тем как преданный ему друг, Сидней Годольфин, руководил внутренним управлением. В течение восьми лет оба деятеля работали вместе с беспримерным успехом; расположение королевы было на их стороне, благодаря влиянию графини Мальборо.
Первые военные кампании Джона Черчилля, несмотря на всё его упорство, были неудачными. Всё предложенные им планы отвергались голландскими депутатами. Однако Черчиллю всё же удалось занять стратегически важный город Льеж. После немногочисленных успехов королева всё же решила наградить Джон Черчилля. Он был возведён в сан герцога. Королева Анна также хотела подарить ему 5 тыс. фунтов, но парламент не позволил сделать это.
В 1703 году вспыхнуло восстание в Венгрии, на подавление которого императору Священной Римской империи Леопольду I пришлось выделить значительную часть своих войск. К тому же на сторону Франции перешёл и курфюрст Баварии. Вене, резиденции императора, угрожала опасность. Французский король Людовик XIV, прозванный современниками «Людовик Великий», намеревался осадить Вену, чтобы вывести Габсбургов из войны. Несмотря на нестабильную ситуацию в центре Европы, голландцы не одобрили план помощи Австрии, который предлагал генерал Черчилль. Мальборо решил обмануть своих союзников: добравшись до Мозеля, он продолжал двигаться дальше. По пути численность армии увеличивалась за счёт присоединения ганноверских и гессенских полков. Герцог наладил снабжение армии. В общей сложности его войско насчитывало около 40 000 штыков и сабель. 
Свой марш Мальборо начал в Маастрихте 19 мая, достигнув Кобленца 25 числа и Майнц 29 числа. Французы, следя за манёврами английского герцога с удивлением и беспокойством, изначально думали, что он намеревается вести войну в районе Мозеле и в районе Эльзаса. За Мальборо следовал маршал Виллеруа, пославший за подкреплением во Фландрию. Виллеруа надеялся на соединение с маршалом Талларом, чтобы защищать Эльзас от иностранного вторжения. Ни Виллеруа, ни Таллар, однако, не знали истинной цели похода, инициированного Джоном Черчиллем. 9 июня 1704 года Черчилль впервые встретился с Евгением Савойским. Вскоре к ним присоединился маркграф Людвиг Баденский. Обсуждая дальнейшие военные действия, принц Савойский и герцог Мальборо намеревались совместно действовать на Дунае, оставив под начальство маркграфа рейнский фронт. Однако с их мнением сам марграф Баденский согласен не был. Принц Людвиг настоял на том, что они должны по очереди сменять друг друга на посту главнокомандующего. Герцог считал, что такое нововведение лишь усилит путаницу. 14 июня генералы разделились: Евгений Савойский отправился на Рен, тогда как марграф Баденский вместе с Черчиллем соединились для совместных действий. В этот момент голландцы, потерпев неудачу возле своей границы, потребовали от герцога, чтобы тот вернулся.
2 июля 1704 года войска Мальборо и Людвига Баденского взяли Шелленберг. Таким образом союзные войска захватили важный плацдарм в Баварии.
11 августа 1704 года армии Евгения, принца Савойского, и герцога Мальборо соединились.
Мальборо вместе с принцем Евгением Савойским разбил французов и баварцев при Бленгейме (Гохштедте), 13 августа 1704 года. Таллар, французский полководец, неразумно разместил свои войска, сосредоточив большую их часть в деревнях Лютцинген, Оберглау, Блиндхайм. На сообщение между деревнями французский военачальник не обратил особого внимания, что сыграло роковую роль для французских сил. Несмотря на то, что противник обладал численным преимуществом, герцог Мальборо и Евгений Савойский решили атаковать врага утром 13 августа. Герцогу Мальборо и принцу Савойскому изначально нужно было блокировать деревни, в которых укрепились французы. У французов не было преимущества в обороне: немногие их подразделения не могли открыть огонь, тогда как все полки союзников имели такую возможность. Но контратака французов всё же чуть не превратила победу союзников в поражение. В этот критический момент Черчилль решил запросить подкрепление у принца Евгения Савойского. И получил его довольно быстро, так как тылу союзников ничего не угрожало. К вечеру чаша весов всё больше и больше клонилась в пользу союзников. Они уже почти окружили все деревни, в которых засели силы противника, при этом блокировав всякое сообщение между ними.
Эта победа во многом изменила баланс сил в Европе. Мальборо же стал национальным героем. Королева Англии подарила герцогу имение под Оксфордом. Император Леопольд пожаловал Черчиллю титул принца Миндельхаймского.
Дипломатическое искусство герцога подготовило кампанию 1706 года. Летом этого же года английский полководец встретился на поле боя при Рамильи с французским маршалом Вильруа. Сражение при Рамильи было одним из самых крупных за всю войну. Вильруа, считавшийся современниками бездарностью, разместил свой левый фланг у болота. Заболоченная местность не позволила силам противника переходить в контрнаступление на этом участке фронта. Джон Черчилль, увидев ошибку французов, сосредоточил все свои резервы у правого фланга, где разгорелось настоящее кавалерийское сражение. Правый фланг врага не выдержал ударов союзных сил. Командующий французскими войсками пытался создать новую линию обороны, но остановить бегство своих войск ему не удалось.
В 1707 году герцог Мальборо посетил шведского монарха Карла XII, в результате чего ему удалось предотвратить вступление Швеции в войну на стороне Франции.
В 1708 году Мальборо громит французские войска в битве при Ауденарде. После очередной победы союзников стало очевидно, что у Франции практически нет шансов победить в этой кровопролитной войне. В конце того же года войска союзников под командованием герцога Мальборо и принца Евгения Савойского захватили упорно оборонявшуюся французскую крепость Лилль.
Кабинет Мальборо и Годольфина, вследствие нерасположения тори к войне, получал более и более вигистскую окраску; но именно в это время Роберт Харли начал при помощи придворной дамы Мэшем настраивать королеву против могущественного герцога и его супруги. Мальборо ещё раз одержал блестящую победу в кровопролитной битве при Мальплаке (1709), которая поставило Францию на грань капитуляции. Эта победа была тяжёлой: потери союзников были огромными. Однако же, им удалось взять Монс. После этого сражения маршал Виллар, французский военачальник, послал королю Людовику донесение, ставшее известным: «Сир, не отчаивайтесь, ещё одна такая „победа“ — и у противника просто не останется войск».
Пока генерал Черчилль находился в походе, в Англии произошёл кризис: Годольфин вынужден был оставить свой пост, а Харли вместе с лордом Болингброком образовал министерство тори. Победа противников ведения боевых действий была окончательно закреплена на парламентских выборах осенью 1710 года.
24 ноября 1711 палата общин инициировала судебное расследование, касающееся коррупционной деятельности герцога. Сторона обвинения утверждала, что Черчилль незаконно присваивал себе 21%, выделяемый из казны на содержание иностранных армий. Политические союзники Мальборо настаивали на том, чтобы он выступил в защиту своей репутации в нижней палате парламента, однако герцог проигнорировал эту настоятельную просьбу, поскольку считал оправдания в такой форме слишком унизительными для него.

### Отъезд в Германию
28 ноября 1713 года герцог Мальборо отплыл из Дувра на континент. За границей его встретили со всеми почестями. Остенде приветствовал герцога салютом из оорудийных расчётов. В Антверпене его встречала ликующая толпа. Сам герцог старался не привлекать внимания общественности. Ещё до смерти королевы Анны Джон Черилль решил уехать в Англию, что радовало сопровождавшую его герцогиню, которой не хотелось умирать на чужбине.

### Последние годы

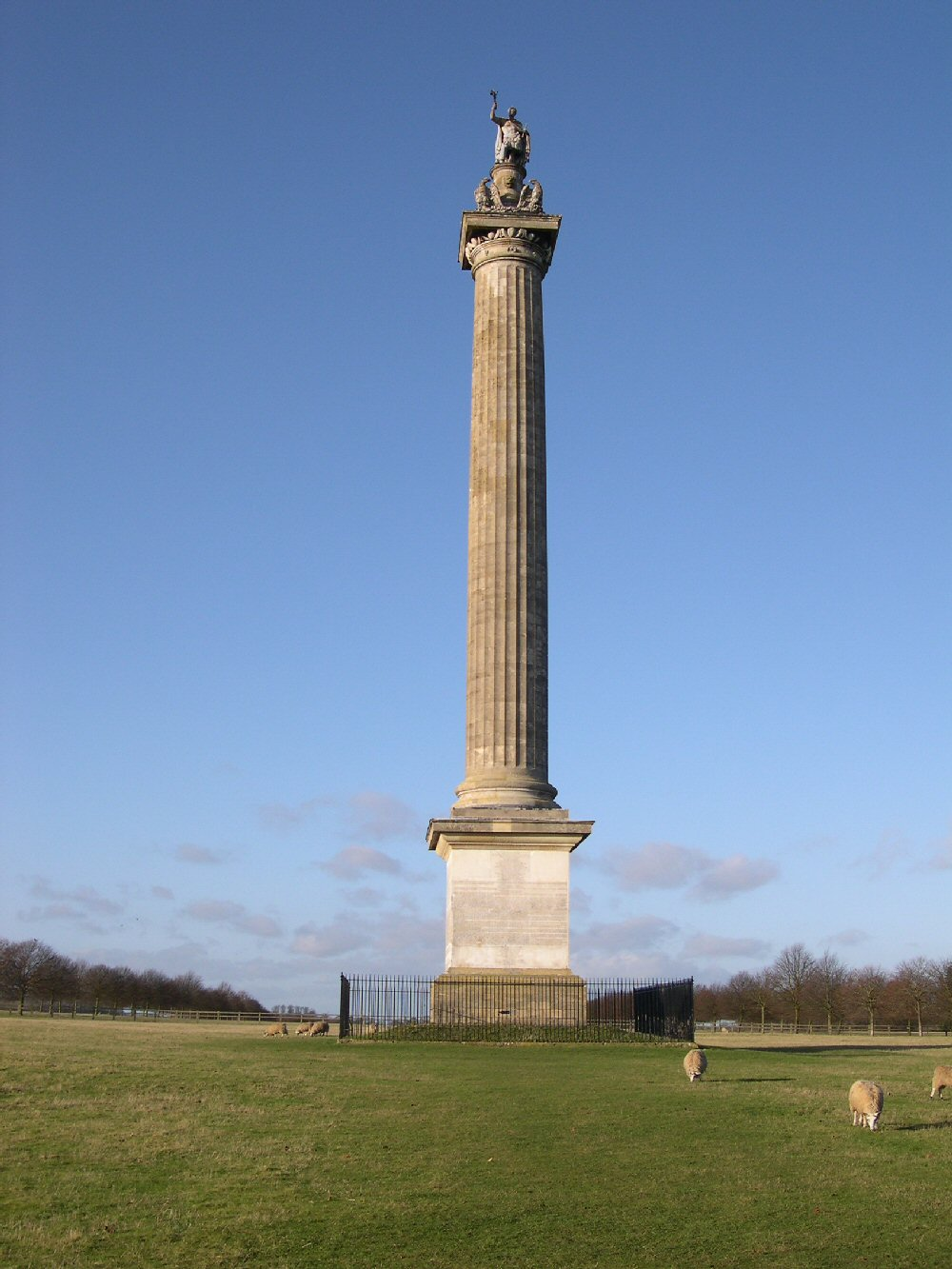
Колонна Побед со статуей Мальборо в его Бленхеймском поместье

Мальборо сохранил за собой командование войсками, но ему мешали во всех его предприятиях. И всё же ему удавалась одерживать значительные победы на поле брани: осенью 1711 года герцог Мальборо, ловкими манёврами перехитрив Виллара, одного из лучших французских полководцев, прорвал линию обороны Ne plus ultra и взял стратегически важную крепость Бушен. Герцог Мальборо во время осады Бушена не дал силам противника соединиться для нанесения удара. Несмотря на его нежелание, было заключено перемирие 8 октября 1711 года, сам он в 1712 году был обвинён в растратах и лишён должностей. Он отправился в Голландию и Германию и вернулся в Англию лишь после смерти Анны (август 1714 года).
Георг I снова назначил его главнокомандующим, но он уже не имел прежнего значения. При дворе нового короля, который некоторое время воевал под начальством герцога Мальборо, последний пользовался расположением суверена. Особенно его почитал наследник престола, будущий Георг II, который сражался под начальством Мальборо при Ауденарде. Однако силы у заметно постаревшего герцога были уже не те.
Единожды или дважды он выступал в палате лордов по военной части. В военных вопросах лорды прислушивались к его мнению. В 1715 году вспыхнуло первое якобитское восстание, и Мальборо готовился встретить повстанцев, но вскоре решил направить в Шотландию своего любимца Кэдогана, который по возвращении получил пэрство от короны. Последние годы жизни герцога были омрачены смертью двух дочерей, которые во многом были причиной паралича герцога, от коего, однако, он скоро оправился, отправившись на воды в Бат, где его здоровье существенно улучшилось. 27 ноября 1721 года он последний раз появился в британской палате лордов. Последующую зиму Мальборо пробыл в Лондоне. В мае 1722 года престарелый полководец перебрался в Виндзер-Лодж, а в июне его разбил паралич. Джон Черчилль, герцог Мальборо, умер в 4 утра 16 июня 1722 года на 73 году жизни. Титул и имения Мальборо перешли к внуку его по дочери, Чарльзу Спенсеру, от которого по прямой мужской линии происходит Уинстон Черчилль, написавший четырёхтомную биографию своего предка «Мальборо: его жизнь и время». Принцесса Диана — потомок брата Чарлза Спенсера Джона Спенсера.
Мальборо был одинаково неутомим как полководец и как дипломат, смел, настойчив и хладнокровен, но страсть к деньгам несколько повредила его репутации.
Его имя фигурировало в переговорах перед заключением Ништадтского мира между Россией и Швецией, в котором Пётр I стремился закрепить за Россией Лифляндию на вечные времена, нейтрализовав притязания своего неверного союзника, короля Польши Августа Сильного. Перед заключением мира со шведами русский царь инструктировал своих послов, как добиться благосклонности влиятельной Англии: «Ежели и на то не согласятся — предложить денег министру, но поступать в том осторожно, разведав, склонны ли те министры к взяткам… Не чаю, чтоб Мальбрука дачею склонить, поскольку дюже богат; однако ж обещать тысяч 200 или больше». «Дача» в этом контексте означает взятка, а Мальбруком царь называет военачальника Великобритании герцога Мальборо. Очевидно, тайная дипломатия и подкуп сыграли свою роль: английская эскадра на Балтике не стала помогать шведским союзникам в борьбе с русскими карательными десантами в Финляндии, а потом совсем покинула Балтийское море.

## Оценки

### Оценка личности

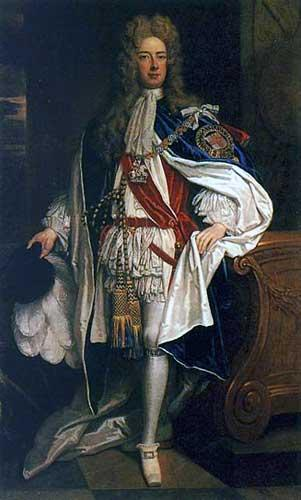
Герцог Мальборо в облачении рыцаря Ордена Подвязки. Портрет кисти Годфри Кнеллера

Долгое время после падения Мальборо имя его было предано осмеянию. В исторических сочинениях XIX века, например в «Истории Англии» Томаса Маколея Мальборо был охарактеризован человеком невежественным, жадным до денег и власти. Вигистский историк неоднократно сравнивал Джона Черчилля с Борджиа, намекая на сговор с якобитами. Однако сам Томас Маколей считал, что сторонники короля Якова II презирали лорда Черчилля, считали его предателем. Обвинения Маколея, брошенные им в адрес Черчилля, в большинстве своём были легко опровергнуты его знаменитым потомком.
Более взвешенную оценку деятельности дал У. Кокс, написавший 3-томный труд о Мальборо. Однако же в этом труде не освещаются многие факты из биографии Черчилля.
«Мальборо: его жизнь и время» (англ. Marlborough: His Life and Times) — произведение Уинстона Спенсера Черчилля, который по отцовской линии был потомком вышеупомянутого полководца. В этом многотомном труде Черчилль отмечает, что обвинения, брошенные в адрес 1-го герцога Мальборо, не имеют под собой твёрдой почвы. По мнению британского политика и историка, образ герцога Мальборо, а также образы многих других государственных и политических деятелей, которые жили с ним в одну эпоху, в труде Маколея напоминают «портреты китайских мандаринов, а не политиков Европы». Некоторые исследователи отмечали, что биография известного пращура была приукрашена потомком. Другие же считают, что всё же это произведение вполне удачное.

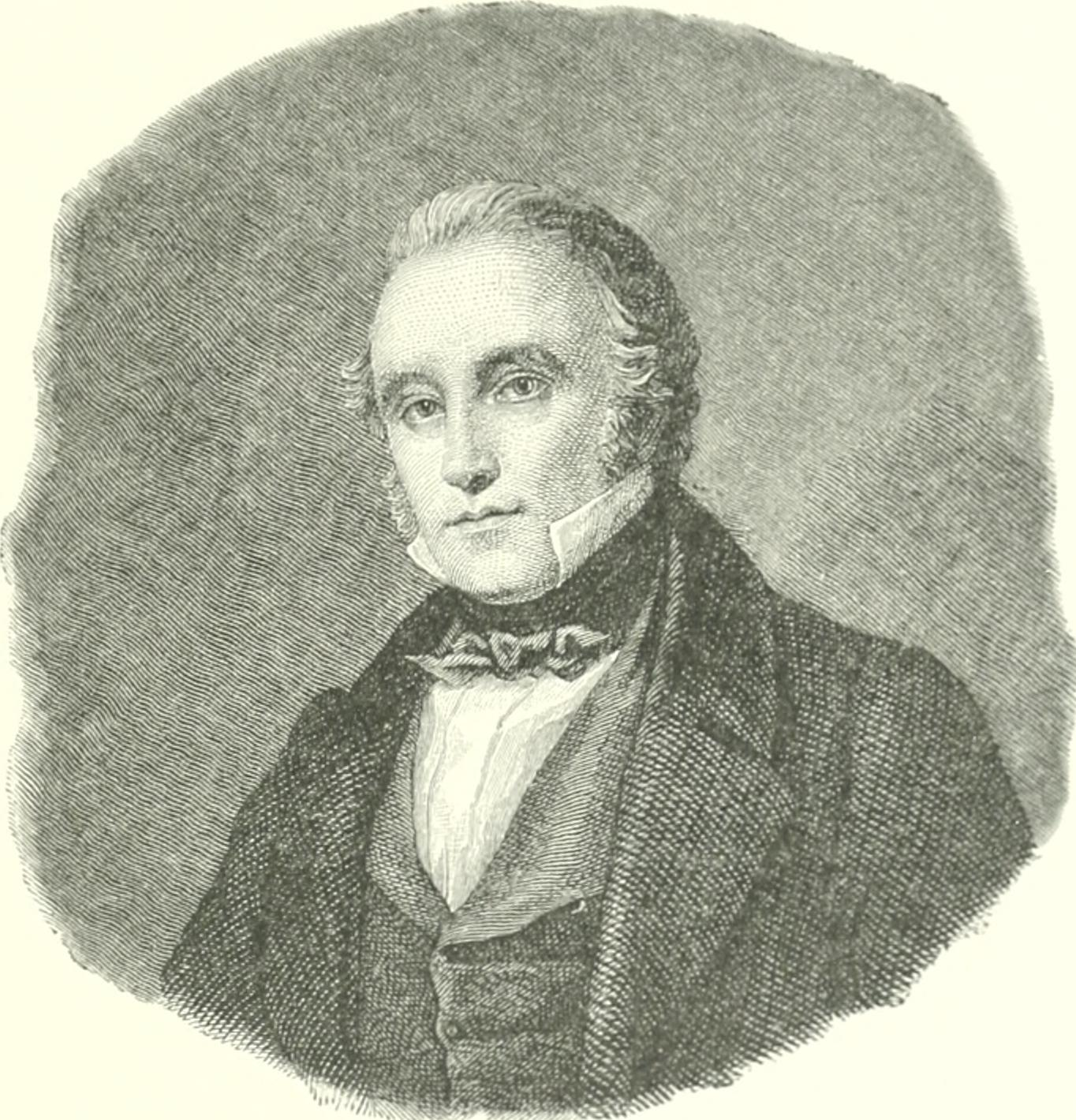
Английский историк, поэт и публицист Томас Маколей

Людмила Ивановна Ивонина, написавшая множество трудов о деятельности Мальборо, отмечает, что он был человеком грамотным и талантливым, однако, по её мнению, Джон, герцог Мальборо, как и любой другой выдающийся деятель, не был лишён недостатков.
Бернард Монтгомери, британский военачальник, считал Джон Черчилля «военным гением». По мнению Монтгомери, Джон Черчилль, 1-й герцог Мальборо, сыграл значительную роль в развитии британской армии.

### Слухи о малограмотности
Джона Черчилля, выпускника одного из самых престижных учебных заведений Англии, некоторые его соотечественники долгое время считали малограмотным. Все они ссылаются на одно и то же письмо. Если внимательно проанализировать содержание письма, то можно сделать вывод, что оно содержит множество орфографических ошибок. Несмотря на то, что данный текст написан с орфографическими ошибками, нарушений норм пунктуации не обнаружено. Ошибки в правописании этого текста при цитировании различных источников значительно искажались.
Известно также то, что Мальборо неплохо знал французский, немецкий,  латинский и греческий языки. Многие его письма были написаны по-французски. В некоторых источниках также отмечается, что Мальборо увлекался произведениями Шекспира.
Ивонина упоминает также тот факт, что юный Черчилль успешно обучался необходимым наукам в грамматической школе.
Уинстон Черчилль, потомок полководца, имея доступ к семейному архиву герцогской фамилии, сумел доказать ошибочность и политизированность данного суждения в своей многотомной работе «Мальборо: его жизнь и время». В биографии своего пращура, Уинстон Спенсер-Черчилль пишет:

…кто-то с охотой пустил по двору слушок, что Черчилль «едва обучен грамоте»
Потомок Мальборо также отмечает тот факт, что Уинстон Черчилль, отец будущего герцога, заботился о том, чтобы его сын получил «свободное и благородное образование»
По мнению Пола Дюффи, главного управляющего Бленхеймского дворца, Мальборо «был обаятельным и интеллигентным человеком».

## Семья и дети

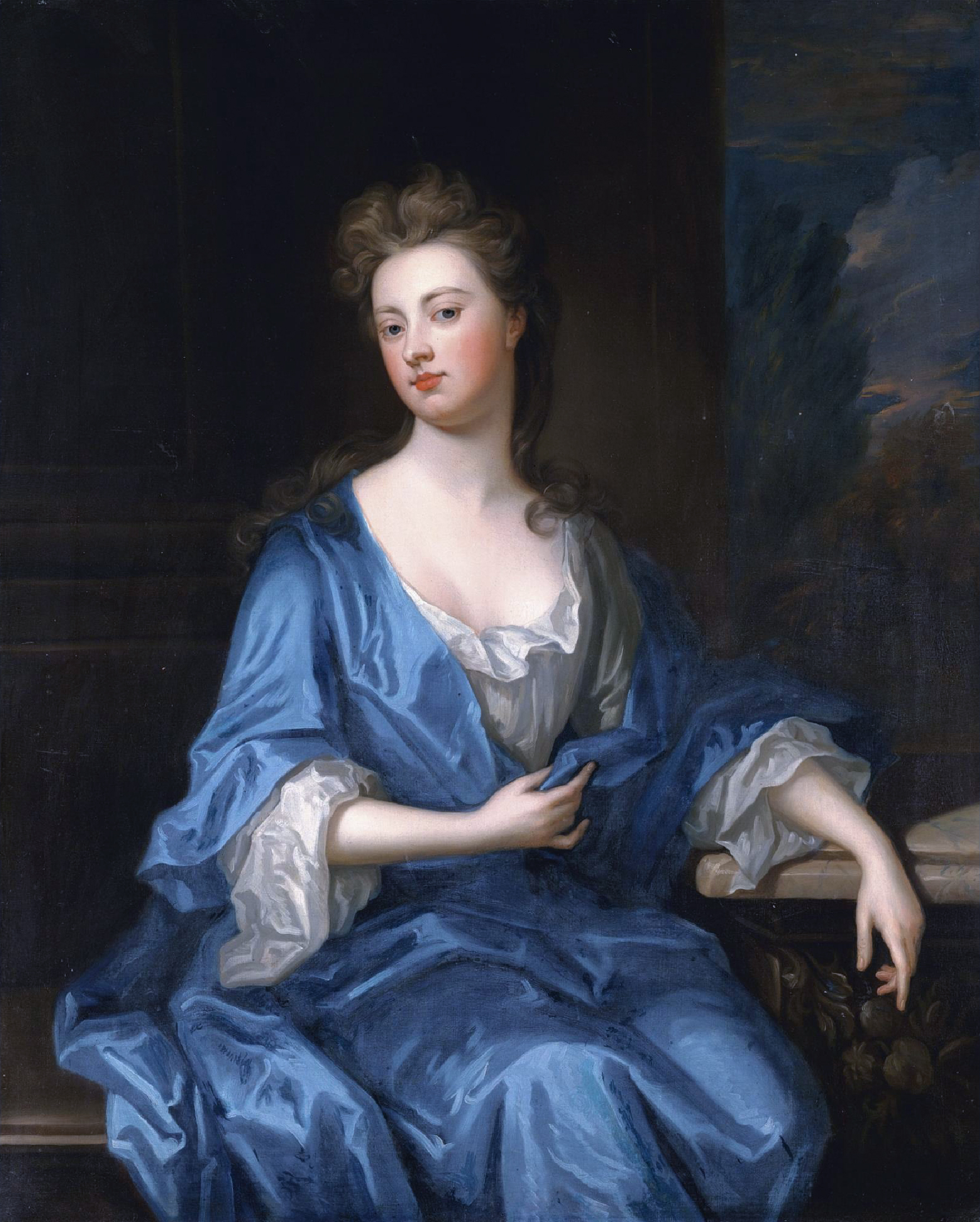
Сара Черчилль. Портрет кисти Годфри Кнеллера

В 1677 года Джон Черчилль женился на Саре Дженнингс (1660—1744), дочери парламентария Ричарда Дженнингса (1619—1668) от брака с сестрой натуралиста Мартина Листера. В их браке родилось семь детей:
- леди Гарриет Черчилль (октябрь 1679 — октябрь 1679)
- леди Генриетта Черчилль (19 июля 1681 — 24 октября 1733), 2-я герцогиня Мальборо (1722—1733), жена с 1698 года Фрэнсиса Годольфина (1678—1766), 2-го графа Годольфина (1712—1766)
- леди Энн Черчилль (27 февраля 1683 — 15 апреля 1716), жена с 1700 года Чарльза Спенсера (1675—1722), 3-го графа Сандерленда (1702—1722)
- Джон Черчилль (13 февраля 1686 — 20 февраля 1703), маркиз Блэндфорд
- леди Элизабет Черчилль (15 марта 1687 — 22 марта 1751), жена с 1703 года Скрупа Эгертона (1681—1744), 1-го герцога Бриджуотер (1720—1744)
- леди Мэри Черчилль (15 июля 1689 — 14 мая 1719), жена с 1705 года Джона Монтегю (1690—1749), 2-го герцога Монтегю (1709—1749)
- лорд Чарльз Черчилль (19 августа 1690 — 22 мая 1692)

## Образ в культуре
Перед битвой при Мальплаке появился слух о смерти Мальборо, поэтому французские солдаты сочинили песню, известную под названием «Мальбрук в поход собрался» (фр. Marlbrough s’en va-t-en guerre).
«Первые Черчилли» — сериал о жизни герцога Мальборо, снятый в 1969 году. Роль полководца сыграл Джон Невилл.
В фильме «Фаворитка» (2018), совместного производства Ирландии, Великобритании и США, представлены хитросплетении королевского двора с участием жены полководца, Сары Черчилль. Роль герцогини Мальборо сыграла Рэйчел Вайс, а Джона Черчилля — Марк Гэтисс.